# The Running Man (filme de 1987)
The Running Man (bra: O Sobrevivente; prt: O Gladiador) é um filme estadunidense de 1987, dos gêneros ação, ficção científica e aventura, dirigido por Paul Michael Glaser, com roteiro de Steven E. de Souza baseado no livro O Concorrente, de Stephen King (sob o pseudônimo de "Richard Bachman").
Estrelado por Arnold Schwarzenegger, Maria Conchita Alonso, Yaphet Kotto, Jesse Ventura, e Richard Dawson, o filme é ambientado num distópico Estados Unidos entre 2017 e 2019, especificamente num programa de televisão chamado The Running Man, onde criminosos condenados devem escapar com vida das mãos de assassinos profissionais. O filme apresenta dois atores que foram governadores de estados americanos. Em novembro de 1998 Jesse Ventura foi eleito governador de Minnesota e, em outubro de 2003, Arnold Schwarzenegger foi eleito governador da Califórnia. As coreografias das bailarinas do filme foram criadas por Paula Abdul, que trabalhava como coreógrafa para Janet Jackson. As dançarinas eram na verdade as líderes de torcida do Los Angeles Lakers.
A trilha sonora do filme foi composta por Harold Faltermeyer e inclui músicas de Wolfgang Amadeus Mozart, Richard Wagner, Jackie Jackson e John Parr, que apresentou o tema principal do filme chamado "Restless Heart (Running Away With You)", escrito e produzido por Faltermeyer. e ouvido durante a cena final e os créditos finais.
O filme foi lançado em 1,692 cinemas e arrecadou $8,117,465. O total de arrecadação nas bilheterias dos Estados Unidos foi de US$38,122,105. Artisan Entertainment lançou o filme em DVD em 2002 e novamente em 2004. O lançamento de 2004 inclui novos recursos especiais, comentários em áudio e mixagem de som. Em 2010, a Lionsgate lançou o filme em Blu-ray.
Em 1988, o filme concorreu ao Prêmio Saturno de melhor filme de ficção científica, mas perdeu para RoboCop, enquanto Richard Dawson ganhou Prêmio Saturno de melhor ator coadjuvante em cinema. Na vida real, Dawson apresentou os game shows Match Game e Family Feud.
Em 1989, um videogame baseado no filme foi lançado para o MSX, ZX Spectrum, Commodore 64, Amstrad CPC, Amiga, e Atari ST. O jogo foi desenvolvido pela Emerald Software e publicado pela Grandslam Entertainments. O videogame de 1990 Smash TV foi inspirado em The Running Man.
Em uma entrevista de 2015 sobre o filme, Paul Michael Glaser diz que ele foi originalmente abordado para dirigir o filme, mas recusou porque achava que o período de pré-produção era insuficiente. O diretor Andrew Davis foi contratado, mas demitido depois de duas semanas porque a produção estava atrasada em uma semana. Schwarzenegger afirmou que essa foi uma "decisão terrível", já que Glaser "filmou o filme como se fosse um programa de televisão, perdendo todos os temas mais profundos", e acredita que isso prejudicou o filme.

## Sinopse
Em 2017, a economia dos Estados Unidos está em colapso e a sociedade encontra-se subjugada por um estado policial totalitário (e com toda a atividade cultural sob censura). O governo mantém a população alienada patrocinando a transmissão de inúmeros programas de TV, nos quais criminosos sentenciados lutam por suas vidas (e também por sua própria liberdade) em reality shows ao vivo. O mais popular (e o mais sádico) desses reality shows é o "The Running Man", comandado pelo apresentador Damon Killian.
Tudo começa quando Ben Richards, um ex–piloto de um helicóptero militar, se rebela contra seus superiores ao recusar a obedecer à ordem de atirar em manifestantes civis desarmados na Califórnia. Outros militares não hesitam em cumprir o ordenado, e o resultado é um massacre. Ben se torna o bode expiatório da propaganda oficial, e acaba condenado criminalmente como o autor dos disparos. Imagens remontadas e fictícias aparecem na TV, colocando a culpa em Ben.
Passados pouco mais de 18 meses após o mesmo episódio, Ben está numa prisão de trabalhos forçados, quando tenta escapar com 2 prisioneiros: William Laughlin e Harold Weiss. Ben é denunciado por Amber Mendez (uma compositora de vinhetas para a TV) quando tentava fugir para o Havaí. É recapturado quando estava no aeroporto de Los Angeles. A ação de Ben chama a atenção dos produtores do programa, que entram em contato com o governo para forçá-lo a competir junto com seus companheiros (que também haviam sido presos).
No show, Ben e seus amigos lutarão ao estilo de gladiadores futuristas em um local da cidade que foi devastado por um terremoto em 1997. Enquanto eles lutam para sobreviver, Amber descobre sobre a inocência de Ben e tenta se redimir do erro de tê-lo entregue às autoridades. Por sua vez, Ben fará de tudo não só para limpar o seu nome, como também para mostrar a todos a verdade oculta por trás dos programas de televisão (e provar que nem sempre o fugitivo é o perdedor).
Ao final, Ben descobre que não é perdedor e nem culpado. O verdadeiro culpado dos disparos no qual resultou o massacre é o vilão do filme (o apresentador Damon Killian). Ben vai atrás de Killian, e termina destruindo o vilão.

## Elenco
| Ator / Atriz              | Personagem                               |
| ------------------------- | ---------------------------------------- |
| Arnold Schwarzenegger     | Ben Richards                             |
| Richard Dawson            | Damon Killian                            |
| María Conchita Alonso     | Amber Mendez                             |
| Yaphet Kotto              | William Laughlin                         |
| Gus Rethwisch             | Buzzsaw ("Motosserra")                   |
| Professor Toru Tanaka     | Subzero                                  |
| Jim Brown                 | Fireball                                 |
| Jesse Ventura             | Capitão Liberdade (fisiculturista da TV) |
| Erland Van Lidth De Jeude | Senhor Dynamo                            |
| Marvin J. McIntyre        | Harold Weiss                             |
| Mick Fleetwood            | Mic                                      |
| Sven-Ole Thorsen          | Sven                                     |
| Kurt Fuller               | Tony                                     |
| Karen Leigh Hopkins       | Brenda                                   |
| Dey Young                 | Amy                                      |
| Rodger Bumpass            | Phil                                     |

## Recepção
A reação crítica geral ao filme foi mista a positiva, com os críticos elogiando a atuação de Richard Dawson como Killian. O crítico Roger Ebert deu ao filme duas e meia estrelas de quatro, reclamando que "todas as cenas de ação são versões do mesmo cenário", mas elogiou o desempenho de Dawson, afirmando que Dawson "finalmente encontrou o papel que ele nasceu para interpretar". O site de agregação de revisões Rotten Tomatoes dá ao filme uma certificação "fresh", com uma pontuação de 64% baseada em comentários de 39 críticos, com uma pontuação média de 5,5/10. O consenso crítico do site afirma: "The Running Man está piscando uma sátira de ficção científica com roupas ridículas e direção profissional". Metacritic o filme detém uma pontuação de 45 de 100 com base em comentários de 12 críticos, indicando "avaliações mistas ou médias". As audiências pesquisadas pelo CinemaScore deram ao filme uma nota média de "B+" em uma escala A+ a F.
Em 2017, Netflix divulgou um pôster de Stranger Things, inspirado no filme, a série da Netflix já tinha feito o mesmo com os filmes A Nightmare on Elm Street e Stand by Me.
No aniversário de 30 anos do filme em 2017, The Running Man foi citado por um jornalista da BBC como tendo feito previsões precisas sobre a vida em 2017, incluindo um colapso econômico, e oferecendo uma crítica duradoura à "cultura da televisão americana". O próprio escritor do filme, Steven de Souza, reforçou essas previsões em uma entrevista em podcast ao Vice. O New York Post disse em 2019 que o filme "previu corretamente ... a crescente diferença entre ricos e pobres", retratando favelas e arranha-céus para os ricos parecidos com a verdadeira cidade de Nova York e Los Angeles, e a obsessão social. com reality shows. De Souza disse que um produtor de American Gladiator vendeu seu show com clipes de The Running Man, dizendo à rede: "Estamos fazendo exatamente isso — exceto a parte assassina".